# Postosuchus
A Postosuchus a hüllők (Reptilia) osztályának Rauisuchia rendjébe, ezen belül a Rauisuchidae családjába tartozó fosszilis nem.

## Tudnivalók

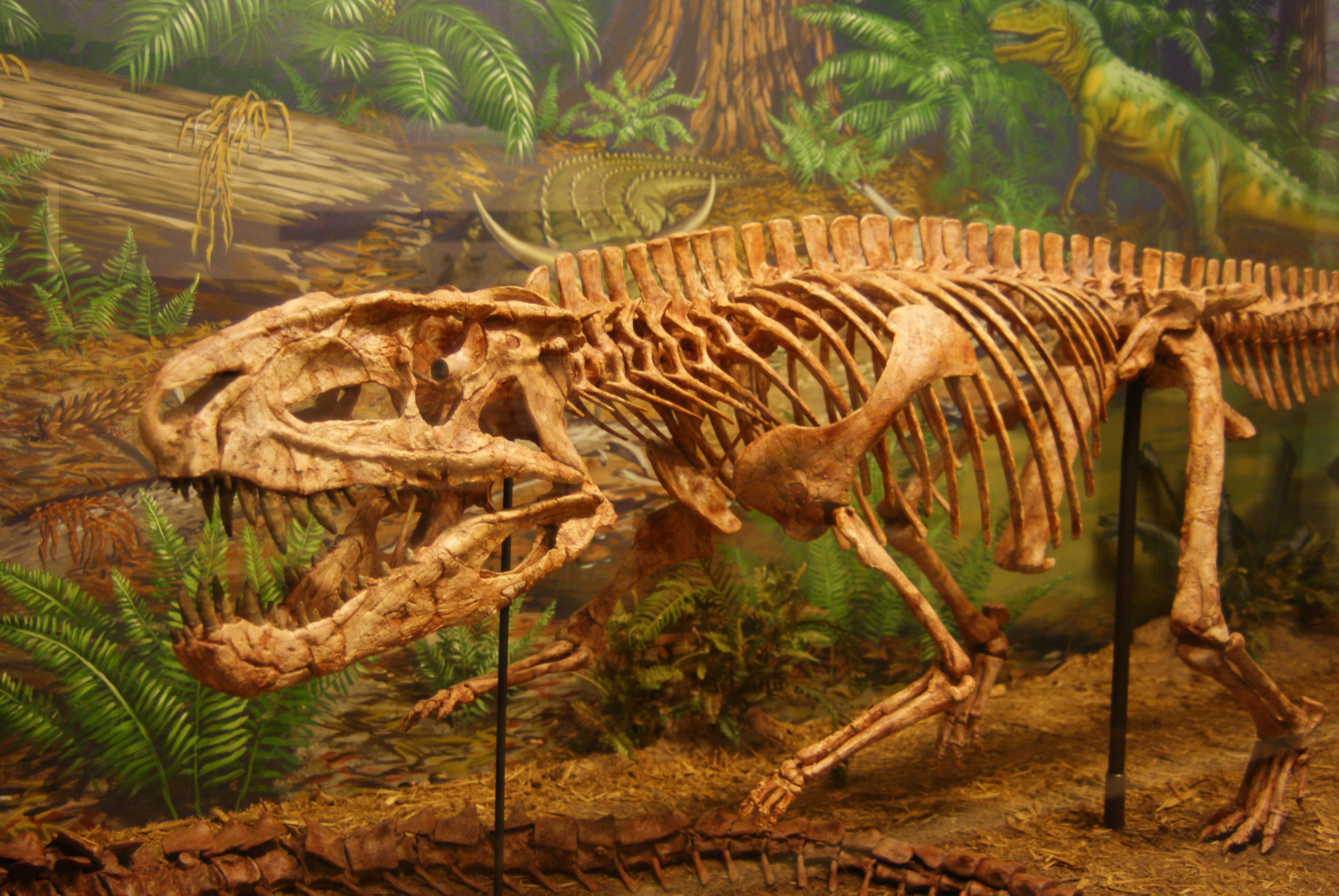
A csontváza egy texasi múzeumban

A Postosuchus-fajok 222-215 millió évvel éltek ezelőtt, a késő triászban.
A Postosuchus egy archosauria („uralkodó gyík”) volt. A kiterjedt archosauria csoport élő és kihalt állatokat foglal magába. A krokodilok, a dinoszauruszok, a pteroszauruszok és a madarak mind ide tartoznak. A Postosuchus ahhoz az ághoz tartozott amelyből kifejlődtek a krokodilok, de ő nem volt krokodil.
Ez az őshüllő a késő triászban fejlődött ki. Korának a csúcsragadozója volt. Az állat koponyája rövid és széles volt, melyen szűk orrlyuk és nagy erős állkapocs ült. Nehéz páncélzata, amely lemezek sorából állt, védte a hosszú hátát.
Az állat hossza 4 méter és testtömege 250-300 kilogramm.
A Postosuchus tápláléka növényevő állatokból állt, de a kisebb fajtársait is felfalta.
Egyedüli, egyenes járása volt, mert a lábai nem az oldalából indultak, mint akkor sok más állatnak, hanem teste alatt helyezkedtek el. A lábaknak ez a fajta elhelyezkedése, gyors és eredményes futóvá tette. Ezért néha „szaladó krokodil”-nak nevezik. A hátsó lábai hosszabbak voltak, mint a mellsők. Egyes őslénykutatók szerint a Postosuchus két lábon futott, de a többség szerint mind a négy lábát használta futás közben.

## Rendszerezés
Eddig 2 faját fedezték fel:
- Postosuchus alisonae Peyer et al., 2008
- Postosuchus kirkpatricki Chatterjee, 1985 - típusfaj

## Lelőhelyek
Néhány Postosuchus kirkpatricki maradványt találtak, az arizonai Petrified Forestnél (Megkövült Erdő) és a texasi Post Quarrynál.